# Czechy (powiat średzki)
Czechy – wieś w południowo-zachodniej Polsce, położona w województwie dolnośląskim, w powiecie średzkim, w gminie Kostomłoty.
W latach 1975–1998 miejscowość należała administracyjnie do województwa wrocławskiego.

## Nazwa
W kronice łacińskiej Liber fundationis episcopatus Vratislaviensis (pol. Księga uposażeń biskupstwa wrocławskiego) spisanej za czasów biskupa Henryka z Wierzbna w latach 1295–1305 miejscowość wymieniona jest w zlatynizowanej formie Cethii.
Nazwę Czechy wprowadzono urzędowo rozporządzeniem w 1948 roku, zastępując poprzednią niemiecką nazwę Erlenhain.